# Альошина Людмила Вікторівна
Людмила Вікторівна Альо́шина (27 грудня 1930, Новоросійськ — 16 лютого 2021) — радянська оперна співачка (мецо-сопрано).

## Біографія
Народилася 27 грудня 1930 року в місті Новоросійську (нині Російська Федерація). 1957 року закінчила Кишинівську консерваторію і з того ж року артистка хору, а з 1964 року — солістка Молдавського театру опери та балету.
Померла 16 лютого 2021 року.

## Творчість
партії
- Амнеріс, Преціозілла («Аїда», «Сила долі» Джузеппе Верді);
- Кармен («Кармен» Жоржа Бізе);
- Адальжіза («Норма» Вінченцо Белліні);
- Княгиня, Поліна («Чародійка», «Пікова дама» Петра Чайковського);
- Кончаковна («Князь Ігор» Олександра Бородіна);
- Комісар («Оптимістична трагедія» Олександра Холмінова);
- Косова («В бурю» Тихона Хрєнникова);
- Ольга («Героїчна балада» Олексія Стирчі);
- Кетеліна, Таїсія («Аурелія», «Сергій Лазо» Давида Гершфельда).

У камерному репертуарі співачки — твори російських і західноєвропейських композиторів, романси та пісні радянських композиторів.

## Відзнаки
- Залужена артистка Молдавської РСР[3];
- Народна артистка Молдавської РСР (1980).